# Azərpoçt
Azərpoçt ou Azerpost (em russo:  Азерпочта, transl. Azerpotchta) é a empresa estatal responsável por serviço postal no Azerbaijão. Foi criada em 29 de setembro de 1999 pelo Ministério das Comunicações local, pela ordem de número 151, que substituiu a pretérita União de Produção Azərpoçt (em azeri:  Azərpoçt İstehsalat Birliyi), criada após a dissolução da União Soviética em 1991. A Azərpoçt tornou-se a operadora nacional em 2004, e cobre todos os territórios do país.